# Намо (Арда)
Намо, познатији као Мандос, је био један од Валара, божанских бића из Толкиновог легендаријума. Намо је, заједно са својим млађим братом Ирмом, био Феантур, господар духова. Име Мандос добио је по своме пребивалишту, које се налазило западно од Валинора, земље Валара. Мандос је био чувар Кућа мртвих, где су након смрти долазили становници Средње земље. Такође је могао да призива душе умрлих. Мандос је имао пророчки дар и од њега није било ништа скривено, осим онога што још није одлучио Илуватар, врховно божанство света. Он је прорекао пропаст Нолдора након њиховог бекства из Валинора и био један од судија на већу врховног Вале Манвеа. Мандосова жена била је Вала Ваире, ткаља Времена.